# Ханти-Мансијска митрополија
Ханти-Мансијска митрополија (рус. Ханты-Мансийская митрополия) митрополија је Руске православне цркве.
Образована је одлуком Светог синода од 25. децембра 2014, а налази се у оквиру граница Ханти-Мансијског аутономног округа — Југра. У њеном саставу се налазе двије епархије: Ханти-Мансијска и Југорска.